# Ruzjany
Ruzjany (vitryska: Ружаны) är en köping i Vitryssland.   Den ligger i voblasten Brests voblast, i den västra delen av landet, 210 km sydväst om huvudstaden Horad Mіnsk. Ruzjany ligger 149 meter över havet och antalet invånare är 3 006.

## Natur och klimat
Terrängen runt Ruzjany är platt. Runt Ruzjany är det ganska glesbefolkat, med 22 invånare per kvadratkilometer.. Ruzjany är det största samhället i trakten.
I omgivningarna runt Ruzjany växer i huvudsak blandskog.